# Alden Sampson Manufacturing Company
Alden Sampson Manufacturing Company war ein US-amerikanischer Hersteller von Kraftfahrzeugen.

## Unternehmensgeschichte
Alden Sampson betrieb die Alden Sampson Machine Company in Pittsfield in Massachusetts. Er stellte 1904 für die Moyea Automobil Company einen Prototyp her. Da Moyea noch nicht in der Lage war, das Fahrzeug selber zu produzieren, übernahm Sampson seinen Entwurf, verfeinerte ihn und brachte ihn 1904 auf den Markt. Dazu gründete er ein eigenes Unternehmen. Der Markenname lautete Alden Sampson. Im gleichen Jahr endete die Pkw-Produktion. Stattdessen begann 1905 die Fertigung von Nutzfahrzeugen, die als Sampson vermarktet wurden.
Alden Sampson starb 1909. Seine Witwe verkaufte 1911 das Unternehmen an die United States Motor Company, die die Fahrzeugproduktion als Alden Sampson Division fortführte.

## Pkw
Das einzige Modell war der Type 3 A. Ein Vierzylindermotor mit 16 PS trieb die Fahrzeuge an. Der Radstand betrug 224 cm. Der offene Tourenwagen bot Platz für fünf Personen. Andere Aufbauten wie Limousinen waren auf Kundenwunsch möglich.